# 戀愛熱舞站
「戀愛熱舞站」（恋のダンスサイト）是日本的女子偶像組合「早安少女組。」的第8张单曲。於2000年1月26日由zetima发售。

## 概要
- 此單曲有3個版本，分別有「8cm盤」、「12cm盤」和「LP盤」。「12cm盤」收錄了「戀愛熱舞站 (Groove That Soul Remix)」和「戀愛熱舞站 (M.I.D KH-R CLUB MIX)」；「LP盤」收錄了「戀愛熱舞站 (PANDART SASANOOOHA Remix)」
- 在2月7日於公信榜單曲週排行榜取得第2位。
- 此單曲是繼「LOVE MACHINE」後第2張百萬單曲（1,235,937張）。
- 在第42屆日本唱片大獎獲得「優秀作品獎」和「編曲獎」、第14回日本金唱片大獎獲得「年度最佳歌曲」。

## 收錄内容

### CD

#### 8cm盤
1. 戀愛熱舞站
（作詞・作曲：淳君　編曲：ダンス☆マン）
2. 愛是搖滾樂（恋はロケンロー）
（作詞・作曲：淳君　編曲：山木隆一郎）
3. 戀愛熱舞站（Instrumental）

#### 12cm盤
1. 戀愛熱舞站
2. 愛是搖滾樂
3. 戀愛熱舞站（Instrumental）
4. 戀愛熱舞站（Groove That Soul Remix）
5. 戀愛熱舞站（M.I.D KH-R CLUB MIX）

#### LP盤
- A面

1. 戀愛熱舞站（Original）
2. 戀愛熱舞站（Groove That Soul Remix）

- B面

1. 戀愛熱舞站（M.I.D KH-R CLUB MIX）
2. 戀愛熱舞站（PANDART SASANOOOHA Remix）